# Liste der Kulturdenkmale in Sachsendorf (Wurzen)
Die Liste der Kulturdenkmale in Sachsendorf (Wurzen) enthält die in der amtlichen Denkmalliste des Landesamtes für Denkmalpflege Sachsen ausgewiesenen Kulturdenkmale im Wurzener Ortsteil Sachsendorf.

## Legende
- Bild: Bild des Kulturdenkmals, ggf. zusätzlich mit einem Link zu weiteren Fotos des Kulturdenkmals im Medienarchiv Wikimedia Commons. Wenn man auf das Kamerasymbol klickt, können Fotos zu Kulturdenkmalen aus dieser Liste hochgeladen werden:
- Bezeichnung: Denkmalgeschützte Objekte und ggf. Bauwerksname des Kulturdenkmals
- Lage: Straßenname und Hausnummer oder Flurstücknummer des Kulturdenkmals. Die Grundsortierung der Liste erfolgt nach dieser Adresse. Der Link (Karte) führt zu verschiedenen Kartendiensten mit der Position des Kulturdenkmals. Fehlt dieser Link, wurden die Koordinaten noch nicht eingetragen. Sind diese bekannt, können sie über ein Tool mit einer Kartenansicht einfach nachgetragen werden. In dieser Kartenansicht sind Kulturdenkmale ohne Koordinaten mit einem roten bzw. orangen Marker dargestellt und können durch Verschieben auf die richtige Position in der Karte mit Koordinaten versehen werden. Kulturdenkmale ohne Bild sind an einem blauen bzw. roten Marker erkennbar.
- Datierung: Baubeginn, Fertigstellung, Datum der Erstnennung oder grobe zeitliche Einordnung entsprechend des Eintrags in der sächsischen Denkmaldatenbank
- Beschreibung: Kurzcharakteristik des Kulturdenkmals entsprechend des Eintrags in der sächsischen Denkmaldatenbank, ggf. ergänzt durch die dort nur selten veröffentlichten Erfassungstexte oder zusätzliche Informationen
- ID: Vom Landesamt für Denkmalpflege Sachsen vergebene, das Kulturdenkmal eindeutig identifizierende Objekt-Nummer. Der Link führt zum PDF-Denkmaldokument des Landesamtes für Denkmalpflege Sachsen. Bei ehemaligen Kulturdenkmalen können die Objektnummern unbekannt sein und deshalb fehlen bzw. die Links von aus der Datenbank entfernten Objektnummern ins Leere führen. Ein ggf. vorhandenes Icon  führt zu den Angaben des Kulturdenkmals bei Wikidata.

## Sachsendorf
| Bild                                    | Bezeichnung | Lage                  | Datierung                      | Beschreibung | ID       |
| --------------------------------------- | --- | --------------------- | ------------------------------ | --- | -------- |
| Weitere Bilder                          | Dorfkirche Sachsendorf (Kirche (mit Ausstattung), Kirchhof mit Einfriedung und Kriegerdenkmal für die Gefallenen des 1. Weltkrieges) | Am Ring (Karte)       | im Kern 13. Jh.                | barock überformte, romanische Chorturmkirche, baugeschichtlich, ortsgeschichtlich und ortsbildprägend von Bedeutung. Kirche: Chorturmkirche, Saalkirche mit Anbauten, verputzter Massivbau, Eckgliederung, Putztraufe, Satteldach mit Biberschwanzdeckung, Chorturm mit okotogonalem Aufsatz (verputztes Fachwerk) und Haube, Apsis, altes reichgestaltetes Portal in Sandstein an einem Anbau, Kriegerdenkmal mit Einfriedung: Granitsteinblock mit Schwert und Eisernem Kreuz in Stein, Inschrift: „Wir wollen Eurer Treue nicht vergessen“ „Opfer der Kirchgemeinde Sachsendorf-Wäldgen im Weltkrieg“ und Namen der Toten, Grabmal: Grabmal August Minna Höber (gest. 1920) | 08973689 |
|                                         | Pfarrhaus | Am Ring 1 (Karte)     | Ende 18. Jh.                   | schlichter Putzbau mit Krüppelwalmdach und Korbbogenportal, von ortshistorischer Bedeutung. Pfarrhaus: zweigeschossiger verputzter Massivbau, Putzgliederung und Fensterfaschen, einfache Putztraufe, Krüppelwalmdach mit Gaube, Türgewände mit Schlussstein in Sandstein. | 08973688 |
| Direkt Bild zu diesem Denkmal hochladen | Villa | Am Ring 33 (Karte)    | um 1905, spätere Veränderungen | als Teil des ehemaligen Rittergutes Sachsendorf von ortshistorischer Bedeutung. Jugendstilvilla mit neogotischen Elementen zweigeschossiger Massivbau, Bruchsteinsockel, Satteldach mit Biberschwanzdeckung, verputzte Zwerchhäuser, aufwändiger Eingangsbereich mit originaler Tür, rückwärtige Anbauten, im Inneren originaler Treppenaufgang und originale Türen. | 08974206 |
| Direkt Bild zu diesem Denkmal hochladen | Rittergut Sachsendorf: Inspektorenwohnhaus eines Rittergutes, daran angebautes Seitengebäude und Einfriedung                         | Am Ring 37 (Karte)    | um 1905                        | Zeugnis der baulichen Entwicklung um 1905, von anspruchsvoller Architektur, im Heimatstil mit aufwändiger Fachwerkkonstruktion, baugeschichtlich und ortsgeschichtlich von Bedeutung. - Wohnhaus: zweigeschossig, Erdgeschoss massiv, Obergeschoss Fachwerk, Mansarddach mit Dachausbauten (Uhr im Zwerchhaus), aufwändige Fachwerkkonstruktion, Türgewände mit Verdachung - Seitengebäude: eingeschossiger Massivbau mit Fachwerkgiebel, Mansarddach. | 08973684 |
|                                         | Transformatorenstation | Poststraße (Karte)    | um 1930                        | technikgeschichtliches Denkmal. Trafoturm: verputzter Ziegelsteinbau, Klinkersockel und Türgewände in Klinker, Zeltdach mit Schieferdeckung, originale Türen und Fenster. | 08973685 |
| Direkt Bild zu diesem Denkmal hochladen | Wohnhaus eines Zweiseithofes | Poststraße 33 (Karte) | 1. Hälfte 19. Jh.              | Obergeschoss Fachwerk verputzt, Zeugnis der ländlichen Bau- und Lebensweise des 19. Jahrhunderts, baugeschichtlich von Bedeutung. Bauernhaus: zweigeschossiger Bau, Erdgeschoss massiv, Obergeschoss Fachwerk, insgesamt verputzt, Satteldach, Giebel verbrettert, ältere Fenster, originale Tür. | 08973687 |
| Direkt Bild zu diesem Denkmal hochladen | Gasthof Sachsendorf (Gasthof mit drei Seitengebäuden und Hofmauer)                                                                   | Poststraße 66 (Karte) | um 1900                        | gut gestalteter Putzbau des Historismus, von ortshistorischer Bedeutung. - Gasthof: zweigeschossiger verputzter Massivbau, Erdgeschoss Bruchstein, Obergeschoss Ziegelstein, Bruchsteinsockel, Fenstergewände zum Teil in Kunststein, Klinkergliederung, Zwerchgiebel über Eingang, an Giebel zum Teil originale Putzgliederung, Krüppelwalmdach mit Biberschwanzdeckung - Wirtschaftsgebäude und Saalanbau: eingeschossig, Bruchstein-Ziegelstein-Mischmauerwerk, insgesamt verputzt, zum Teil originale Putzgliederung, Satteldach. | 08973686 |